# تکرار تاریخی

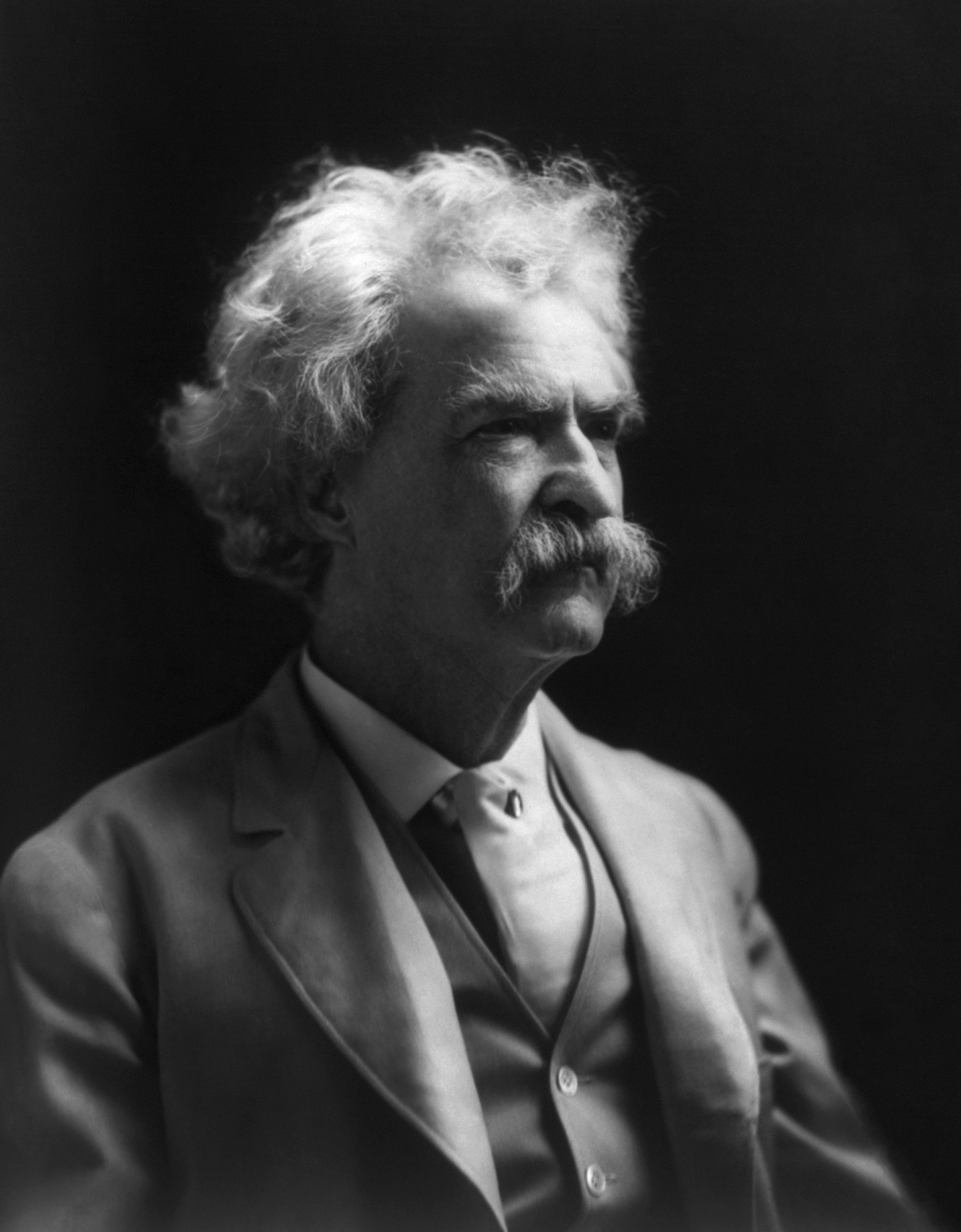
عکس پرتره مارک تواین

تکرار تاریخ یا بازآیند تاریخ (به انگلیسی: Historic recurrence) به باز انجام و تکرار رویدادهای مشابه در تاریخ گفته می‌شود. مفهوم بازآیند یا تکرار تاریخ، به شکل‌های گوناگونی در تاریخ جهان وضع شده‌است؛ به عنوان نمونه، در پدیداری یا سرنگونی امپراتوری‌ها. این مفهوم به شکل‌های گوناگون در الگوهای تاریخی تکراری کشور یا حکومت‌های خاص و دو رویداد خاص که شباهت قابل توجهی دارند به کار برده شده‌است.